# جيبني

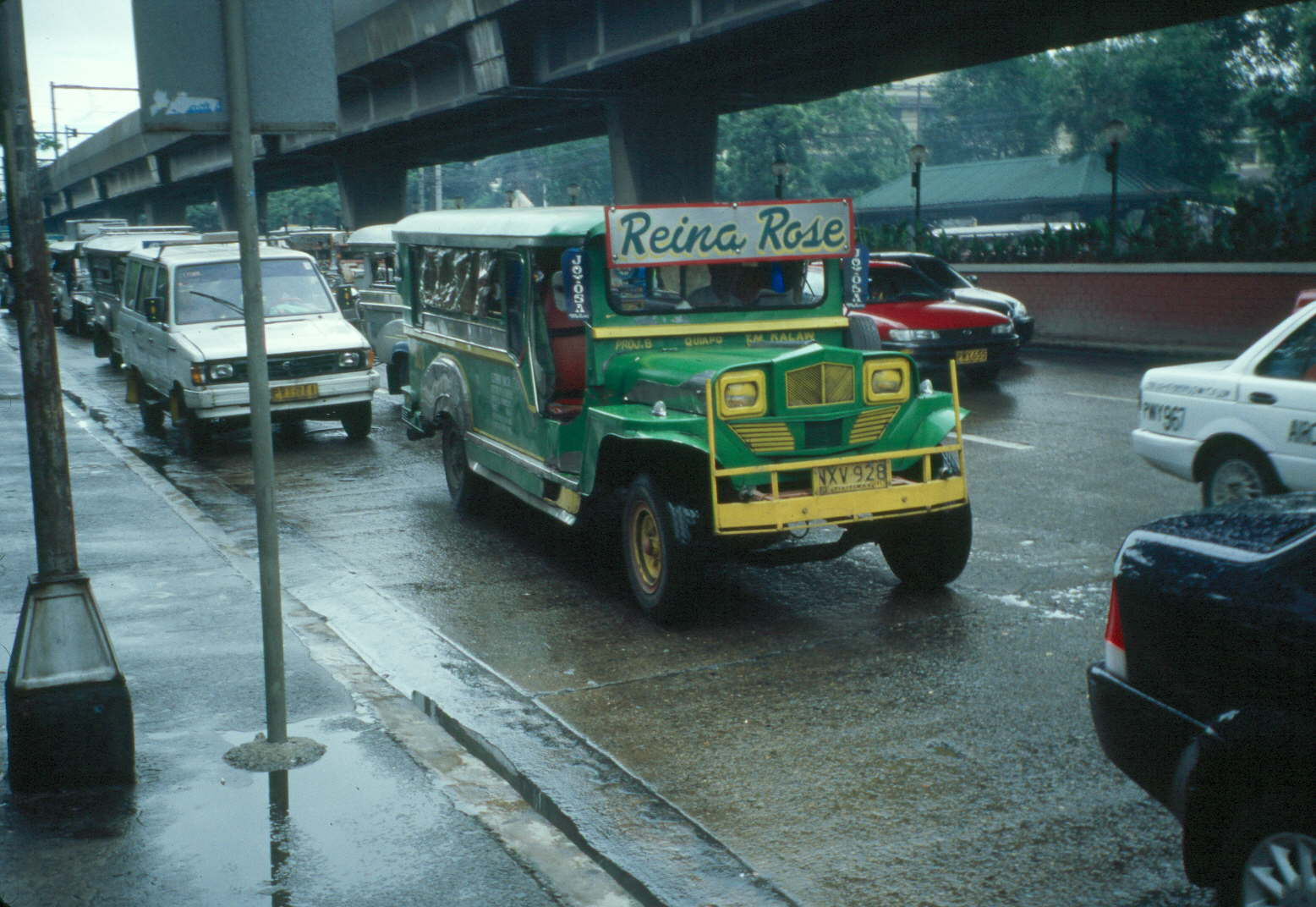
الجيبني في مانيلا

الجيبني، (بالإنجليزية: Jeepney)، كما يحلو للفلبينيين تسميتها، أو الميكروباس الفلبينى، وسيلة المواصلات العمومية الأولى في الفلبين، بدأت مع خروج القوات الأميركية من الفلبين والاستقلال عام 1946 ولا زالت تعمل إلى اليوم.
البروفيسور إيد كاسترو (أستاذ علم الاجتماع): كانت هناك الكثير من سيارات الجيب العسكرية الأميركية، التي خلفها الأميركيون ورائهم بعد الحرب العالمية الثانية في أنحاء مترو مانيلا، والفلبينيون هم شعب مبدع ويقبل التحدي، حولوا الجيب الخاص العسكري الصغير إلى نسخة أطول لنقل الركاب، والتي يطلق عليها الفلبينيون الآن جيبني، طبيعة اللغة الفلبينية أنه فيها مد، فكل كلمة تتكون من جزئين، وجيب جزء واحد فقط، الفلبينيون أرادوا مدها لجعلها أكثر فلبينية فأصبحت جيبني.
بكر عطياني: سراو هو أول مصنع أقيم لإنتاج الجيبني في الفلبين، من هنا بدأ الجيل الأول من الجيبني يخرج للطريق.
المهندس إيد ساراو (المدير العام لشركة سيارات الجيبني): بعد الحرب تضررت مانيلا بشكل كبير بسبب قصف الحلفاء وبعد ذلك كان لا بد من البدء بإعادة بناء العاصمة، كان يلزم لذلك وجود سيارات مواصلات، والذي كان متوفراً هو سيارات الجيب العسكري، الذي تركته القوات الأميركية، وقمنا بتحويل الجيب العسكري إلى شكل أكثر جمالاً وقبولاً، وأطلقنا عليه جيبني.
وتمر الجيبني بمراحل عدة قبل أن تأخذ شكلها النهائي، من المواد الأولية تبدأ رحلة الإنتاج حيث يتم تصنيع الهيكل وفق قوالب معدة مسبقاً مروراً بمراحل التعديل والتلوين، ثم تركيب المحرك الذي يوصف بأنه صديق للبيئة، لتكون بعدها الجيبني جاهزة للانطلاق ملكاً للطريق.
المهندس إيد ساراو (المدير العام لشركة سيارات الجيبني): الجيبني يصنع كله محلياً سوى المحرك وتوابعه، يتم تركيبها فوق الهيكل وتأخذ في النهاية شكل الجيبني.
وإلى جانب أنه وسيلة مواصلات فإن هناك متعة حقيقية تتحقق في ركوب الجيبني، فالبعض يعتبره ملتقاً اجتماعياً وآخرون يعتبرونه رحلة في الهواء الطلق، ومنهم من يستقل الجيبني لكل ذلك ولأنه أرخص وسائل المواصلات وأسرعها في البلاد، أما السياسيون فإنهم يرون في ذلك حافزاً لهم للاستفادة من الجيبني، ركوباً ودعايةً.
في أحد الانتخابات الرئاسية في الفلبين والتي كانت بين الرئيس السابق فيدل راموس والرئيس السابق جوزيف استرادا استخدم استرادا الجيبني رمزاً لدعايته الانتخابية، ماذا حدث؟ فاز استرادا لأن الناس تعرفوا على الجيبني، لأنه كان أقرب إلى المواطن، فهو سيارة نقل رخيصة وليس للطبقة الغنية.
معظم ركاب هذه الرحلة هم من طلبة الجامعات، وعلاوة على رخص الأجرة فإن للجيبني فوائد أخرى في نظرهم فهي إحدى وسائل التعارف وصناعة الأصدقاء، على مدى يوم كامل يقطع ميس الرحلة من وسط المدينة إلى جامعة الفلبين 15 مرة وهو على هذا الحال منذ 25 عاماً.
يقول بأنه يحقق ذاته في اختلاطه بركاب جدد كل يوم ويكسب ما يؤمن له عيشاً كريماً.
يقولون هنا إنهم أي الفلبينيين استطاعوا تحويل ما كان يستخدم وسيلة للدمار والحرب إلى وسيلة للسلم والحياة